# Ивановка (Шиловский район)
Ивановка — деревня в Шиловском районе Рязанской области в составе Мосоловского сельского поселения.

## Географическое положение
Деревня Ивановка расположена на Окско-Донской равнине в 26 км к юго-западу от пгт Шилово. Расстояние от деревни до районного центра Шилово по автодороге — 32 км.
К юго-востоку от деревни расположен большой пруд на реке Воружка (приток Непложи). Ближайшие населенные пункты — деревня Воружка и село Мосолово.

## Население
По данным переписи населения 2010 г. в деревне Ивановка постоянно проживают 17 чел.

## Происхождение названия
Происхождение названия населенного пункта на сегодняшний день неизвестно. Вероятнее всего, в его основе лежит фамилия или прозвище первопоселенца либо владельца. Но документов, подтверждающих эту версию, найти пока не удалось.

## Транспорт
Вблизи северной окраины деревни Ивановка проходит автомобильная дорога федерального значения М-5 «Урал»: Москва — Рязань — Пенза — Самара — Уфа — Челябинск.